# Takeshi Ōki
Takeshi Ōki (jap. 大木武 Ōki Takeshi; ur. 16 lipca 1961) – japoński piłkarz występujący na pozycji pomocnika.

## Kariera piłkarska
Od 1984 do 1991 roku występował w Fujitsu.

## Kariera trenerska
Po zakończeniu piłkarskiej kariery pracował jako trener w Ventforet Kofu, Shimizu S-Pulse, Kyoto Sanga FC i FC Gifu.